# آتول کا
آتول کا (فرانسوی: Atoll K‎) که در ایالات متحده آمریکا با نام یوتوپیا و در بریتانیا با نام رابینسون کروزولاند شناخته می‌شود، یک فیلم کمدی فرانسوی-ایتالیایی است که در سال ۱۹۵۱ منتشر شد.

## بازیگران
- استن لورل
- اولیور هاردی
- سوزی دوله
- مکس الوآ
- پال فریس
- آدریانو ریمولدی
- لوئیجی تسی
- کلود مه
- آندره راندال
- روبر واتیه
- ویتوریو کاپریولی
- لوسین کالامان
- اولیویه هوسنو
- گولی‌یلمو بارنابو
- فیلیپ ریشار
- فیلیکس اودار
- پالمیر لواسور
- روبر مورزو
- شارل لومونتیه
- گی آنری
- روژه لوگری
- هوبرت دشان